# Garawarra State Conservation Area
Garawarra State Conservation Area är ett naturreservat i Australien. Det ligger i regionen Wollongong och delstaten New South Wales, i den sydöstra delen av landet, omkring 40 kilometer sydväst om delstatshuvudstaden Sydney. Genomsnittlig årsnederbörd är 1 507 millimeter. Den regnigaste månaden är juni, med i genomsnitt 232 mm nederbörd, och den torraste är juli, med 39 mm nederbörd.